# 90 (numero)
Novanta è il numero naturale successivo all'89 e precedente al 91.

## Proprietà matematiche
- È un numero pari.
- È un numero composto, con i seguenti 12 divisori: 1, 2, 3, 5, 6, 9, 10, 15, 18, 30, 45, 90. Poiché la somma dei divisori (escluso il numero stesso) è 144 > 90, è un numero abbondante.
- È un numero nontotiente (per cui la equazione φ(x) = n non ha soluzione).
- È un numero scarsamente totiente.
- È un numero semiperfetto in quanto pari alla somma di alcuni (o tutti) i suoi divisori.
- È un numero di Harshad nel sistema numerico decimale.
- È il numero di gradi di un angolo retto.
- È la somma di sei numeri primi consecutivi: 7 + 11 + 13 + 17 + 19 + 23 = 90.
- È parte delle terne pitagoriche (48, 90, 102), (54, 72, 90), (56, 90, 106), (90, 120, 150), (90, 216, 234), (90, 400, 410), (90, 672, 678), (90, 2024, 2026).
- È un numero pratico.
- È un numero di Perrin.
- È un numero oblungo, ovvero della forma n(n+1).

## Astronomia
- 90P/Gehrels è una cometa periodica del sistema solare.
- 90 Antiope è un asteroide della fascia principale del sistema solare.
- NGC 90 sono una galassia e una stella della costellazione di Andromeda.

## Astronautica
- Cosmos 90 è un satellite artificiale russo.

## Chimica
- 90 è il numero atomico del Torio (Th), un attinide.

## Simbologia

### Smorfia
- Nella smorfia il numero 90 è la paura.

### Giochi
- 90 sono i numeri del lotto.
- 90 sono i numeri della tombola.

## Convenzioni

### Sport
- 90 sono i minuti regolamentari della durata di una partita di calcio.